# Neurothemis stigmatizans
Neurothemis stigmatizans – gatunek ważki z rodziny ważkowatych (Libellulidae).